# Жданов, Андрей Викторович
Андре́й Ви́кторович Жда́нов (12 февраля 1970, Тольятти, Куйбышевская область — 5 февраля 2017, Тольятти, Самарская область) — российский редактор, журналист, участник викторины «Своя игра».

## Биография
Родился в Тольятти. Окончил Литературный институт. Работал главным редактором газеты «Призыв» — корпоративного издания АО «Куйбышевазот».
Смотрел интеллектуальное шоу «Своя игра» с 1996 года. В 1998 году решил сам принять участие, прислал в редакцию передачи свои вопросы и безоговорочно победил в отборочной игре. С 1999 года Андрей Жданов был постоянным участником телепрограммы.
Андрей Жданов считается одним из самых известных и успешных участников «Своей игры». Всего он принял участие в 74 играх, в которых одержал 49 побед. Андрей Жданов — победитель 12-го цикла «Золотой дюжины», член команды гроссмейстеров в «Кубке вызова — 2», чемпион второго полугодия в 2005 году, победитель суперфинала в 2006 году и финалист первого командного турнира в 2012 году. В 2011 году Жданов стал обладателем главного приза, автомобиля, одержав 10 побед подряд, выигрыш предпочёл получить деньгами. Поставил абсолютный рекорд игры, одержав победу в шести играх за один день.
Был женат на Анне Ждановой, преподавателе зарубежной литературы университета имени Татищева. Призовые деньги супруги тратили на путешествия. В августе 2015 года Анна покончила с собой. Андрей тяжело переживал смерть супруги, находился в депрессии.
Скончался 5 февраля 2017 года. Похоронен на Поволжском кладбище Тольятти рядом с женой.